# Banque de Tunisie et des Emirats
Die Banque de Tunisie et des Emirats S.A. (BTEI) ist eine tunesische Bank mit Sitz in Tunis. Die Bankengruppe ist in 2 Tätigkeitsbereichen organisiert:
- Retailbanking: Verkauf von klassischen und spezialisierten Bankprodukten und -dienstleistungen (Verbraucherkredite, Hypotheken, Leasing usw.)
- Finanzierung und Investmentbanking.
Ende 2023 verfügte die Gruppe über 974,3 Millionen TND an laufenden Einlagen.
Die Aktien sind an der Bourse de Tunis notiert und Teil des Tunindex.

## Geschichte
Die Banque de Tunisie et des Emirats wurde 1982 als Ergebnis eines Abkommens zwischen Tunesien und den Vereinigten Arabischen Emiraten gegründet. Sie ist teilweise im Besitz der Abu Dhabi Investment Authority.